# Olst
Olst – wieś w Holandii, w prowincji Overijssel, w gminie Olst-Wijhe. Do roku 2002 była siedzibą gminy o tej samej nazwie. W 2001 roku włączono do niej gminę Wijhe, a rok później zmieniono jej nazwę na Olst-Wijhe.